# フォード・C-MAX
C-MAX（シーマックス）は、フォードが製造・販売していた普通乗用車である。

## 初代 (2003年-2010年)
2003年、発売を開始した。
2006年のボローニャモーターショーにおいて改良型を初公開した。

## 2代目 (2010年-2019年)
2009年9月のフランクフルトモーターショーにて2列5人乗りの「C-MAX」に加えて、ホイールベースを延ばした3列7人乗りの「グランドC-MAX」が発表した。
2012年、ハイブリッドモデルである「C-MAXエナジー」の発売を開始した。
2014年10月のパリモーターショーにて「C-MAX」と「グランドC-MAX」の改良型を初公開した。